# Deutsches Meisterschaftsrudern 2005
Das 116. Deutsche Meisterschaftsrudern wurde 2005 in Köln und Salzgitter ausgetragen.
In diesem Jahr kam es zu wesentlichen Änderungen: So wurden die Klein- und Großboot-Wettbewerbe nunmehr getrennt ausgetragen, diese Praxis wird mit Ausnahme von 2011 und 2012 bis heute beibehalten. Außerdem waren keine Renngemeinschaften mehr zugelassen, mit Ausnahme der Zweier ohne Steuermann bzw. Steuerfrau.
Zudem wurde das Wettbewerbsprogramm verkleinert, sieben Wettbewerbe wurden gestrichen. Bei den Männern wurden der Zweier mit Steuermann, der Vierer mit Steuermann, der Leichtgewichts-Doppelvierer und der Leichtgewichts-Achter nicht mehr ausgetragen, bei den Frauen fielen der Achter, der Leichtgewichts-Zweier sowie der Leichtgewichts-Doppelvierer weg. Somit wurden in 17 Bootsklassen Medaillen vergeben, davon zehn bei den Männern und sieben bei den Frauen.

## Medaillengewinner

### Männer
| Bootsklasse                           | Gold | Silber | Bronze |
| ------------------------------------- | --- | --- | --- |
| Einer                                 | Robert Sens (Berliner Ruder-Club) | Christian Schreiber (Hallesche Rvg. Böllberg-Nelson) | René Burmeister (Rostocker RC von 1885) |
| Doppelzweier                          | Potsdamer RG Lutz Menzel Dirk Thiele | RG Hansa Hamburg Fokke Beckmann Timm Wöltjen | Berliner Ruder-Club Jonas Schützeberg Nils Ipsen |
| Zweier ohne Steuermann                | Rgm. SV Oderhort / RV Weser Hameln Stephan Koltzk Jan-Martin Bröer                                                                                            | Rgm. Crefelder RC 1883 / RC Undine Radolfzell Jochen Urban Andreas Penkner                                                                                     | Rgm. RV Oberhausen / Osnabrücker RV Ulf Siemes Jan Tebrügge                                                                                               |
| Doppelvierer                          | Mainzer RV von 1878 Matthias Schömann-Finck Daniel Maßfelder Ulf Lienhard Ingo Euler                                                                          | Potsdamer RG Thomas Protze Martin Zobelt Steffen Möller Alexander Leow                                                                                         | Ruderclub Hansa von 1898 Kai Hagenbucher Christopher Wennrich Thilo Rentzsch Niels Thielert                                                               |
| Vierer ohne Steuermann                | RC Allemannia von 1866 Hamburg Henner Pohl Konstantin Drews Kai Olbrich Felix Niemeyer                                                                        | RG Wiking Berlin Martin Hasse Carsten Borchardt Lars Erdmann Wolfram Huhn                                                                                      | RTHC Bayer Leverkusen Fabian Mimberg Toni Seifert Gregor Hauffe Stefan Locher                                                                             |
| Achter                                | Berliner Ruder-Club Ingo Bernsdorf Konrad von Kottwitz Detlef Kirchhoff Peter Nedwig Nicolas Barucker Robert Sens Ben Dörks Ike Landvoigt Martin Sauer (Stm.) | Osnabrücker RV Felix Övermann Alexander Steven Daniel Tusch Dominik Tönnies Roland Leder Jan Tebrügge Andreas Tönnies Matthias Bergmann Saskia Landwehr (Stf.) | RG Wiking Berlin Martin Hasse Ralf von Daack Lars Krisch Hendrik Hirschfelder Volker Utesch Carsten Borchardt Lars Erdmann Wolfram Huhn Olaf Kaska (Stm.) |
| Leichtgewichts-Einer                  | Ingo Euler (Mainzer RV von 1878) | Manuel Brehmer (RU Arkona Berlin) | Jörg Lehnigk (Ratzeburger RC) |
| Leichtgewichts-Doppelzweier           | Mainzer RV von 1878 Matthias Schömann-Finck Ingo Euler | Ratzeburger RC Nils Budde Jörg Lehnigk | RC Witten Tobias Rittel Simon Faissner |
| Leichtgewichts-Zweier ohne Steuermann | Rgm. RC Tegel 1886 / Der Hamburger und Germania RC Axel Schuster Bastian Seibt                                                                                | Rgm. RC Allemannia von 1866 Hamburg / ETuF Essen Stefan Mlecko Joachim Drews                                                                                   | Rgm. Weisenauer RV 1913 / Mannheimer RC von 1875 Matthias Veit Björn Steinfurth                                                                           |
| Leichtgewichts-Vierer ohne Steuermann | Ludwigshafener RV von 1878 Jochen Kühner Martin Kühner Stephan Brendel Markus Schnitzer                                                                       | ETuF Essen Markus Reckzeh Stephan Mlecko Sebastian Husemann Sven Schultz                                                                                       | RG Hansa Hamburg Max Handt Uwe Berger Axel Bernhardt Marco Weber                                                                                          |

### Frauen
| Bootsklasse                 | Gold                                                                                   | Silber                                                                        | Bronze                                                                       |
| --------------------------- | -------------------------------------------------------------------------------------- | ----------------------------------------------------------------------------- | ---------------------------------------------------------------------------- |
| Einer                       | Kathrin Boron (Potsdamer RG)                                                           | Christiane Huth (Potsdamer RG)                                                | Magdalena Schmude (Frauen-RC Wannsee Berlin)                                 |
| Doppelzweier                | Potsdamer RG Conny Ulbrich Antje Dressler                                              | Keine weiteren Boote am Start.                                                | Keine weiteren Boote am Start.                                               |
| Zweier ohne Steuerfrau      | Rgm. RG Hansa Hamburg / Rostocker RC von 1885 Maren Derlien Nicole Zimmermann          | Rgm. ARC Würzburg / RG Rotation Berlin Nora Werhahn Silke Günther             | Rgm. RG Hansa Hamburg / RV Ems-Jade-Weser Christina Gerking Johanna Rönfeldt |
| Doppelvierer                | Potsdamer RG Anne Wrobel Stefanie Groß Conny Ulbrich Antje Dressler                    | Mainzer RV von 1878 Sandra Stössel Lena Bachus Pamela Weisshaupt Lena Kersten | RG Angaria Hannover Renate Fuchs Daniela Gorr Maike Buschmann Elke Hipler    |
| Vierer ohne Steuerfrau      | Würzburger RV Bayern Claudia Schad Marie Strohmayer Hannelore Trafnik Katrin Schercher | RG Hansa Hamburg Julia Kirchner Pia Coenen Sonja van Daelen Johanna Rönfeldt  | Keine weiteren Boote am Start.                                               |
| Leichtgewichts-Einer        | Marie-Louise Dräger (ORC Rostock von 1956)                                             | Daniela Reimer (Potsdamer RG)                                                 | Maxi Grützmacher (RG Benrath)                                                |
| Leichtgewichts-Doppelzweier | Mainzer RV von 1878 Pamela Weisshaupt Lena Kersten                                     | Spandauer RC Friesen Melanie Büdenbender Anja Schöll                          | Dresdner RC 1902 Lea Kuhnen Ulrike Frey                                      |